# 楠木蝨蚜
楠木蝨蚜（学名：Nipponphis machili）为扁蚜科日胸扁蚜屬下的一个种。